# Andreas Blinkenberg (filolog)
 For alternative betydninger, se Andreas Blinkenberg. (Se også artikler, som begynder med Andreas Blinkenberg)
Andreas Peter Damsgaard Blinkenberg (13. februar 1893 i Aarhus – 22. februar 1982 i Risskov) var en dansk filolog, der huskes bedst for de store franske ordbøger.
Andreas Blinkenberg var søn af kunstdrejer Johannes Weis Blinkenberg og hustru Helene Damsgaard i Aarhus. Han blev gift 1920 med Lillian Cathrine Wissing Mogensen, født 9. marts 1894 i Cleveland. Han fik klassisksproglig studentereksamen fra Aarhus Katedralskole i 1911, blev cand.mag. i fransk, engelsk og dansk fra Københavns Universitet i 1918 og dr.phil. i 1923 på disputatsen Ernest Renan. Bidrag til Studiet af hans filosofisk-religiøse Ungdomskrise.
Han var adjunkt ved Birkerød Statsskole 1918-1928, på studierejse til England, Frankrig og Italien 1919-1920, leder af Dansk Fransk Skolesamvirkes elevhold i Le Havre 1920-1921, lektor i dansk ved Sorbonne 1921-1923, assistent i fransk ved Københavns Universitet 1925-28, docent i fransk ved Aarhus Universitet 1928 og professor i romansk filologi 1934-1963. Han var også rektor for Aarhus Universitet 1937-1940.
Margrethe Thiele havde påbegyndt arbejdet der skulle føre til en dansk-fransk ordbog.
I 1923 begyndte Blinkenberg at assistere Thiele og da hun døde i 1928 fuldførte Blinkenberg opgaven og udgav en dansk-fransk ordbog i 1937.
Med omkring 1.700 sider var det datidens største ordbogsværk af sin art.
Senere blev det også til en Fransk-Dansk Ordbog i 2 bind sammen med Poul Høybye.
Han var tillige medlem af bestyrelsen for Aarhus Universitet 1928-40; formand for Dansk Ungdomssamvirke for Aarhus og Omegn 1940-46; medl. af Humanistisk Samfund og af Det lærde Selskab i Aarhus; medlem af Videnskabernes Selskab fra 1944, af Göteborgs Kungliga Vetenskaps och Vitterhets-Samhälle 1945 og af Académie Nationale des Sciences, Belles-Lettres et Arts de Bordeaux 1964; dr.litt. h.c. ved universitetet i Dijon 1946; medl. af den danske UNESCO-nationalkommission 1949-58 og 1964-70; æresmedlem af bestyrelsen for Société de Linguistique Romane 1971; flere gange delegeret ved UNESCOs og Association Internationale des Universités's generalkonferencer. Han var tildelt Selskabet til de skiønne og nyttige Videnskabers Forfremmelses pris 1971, var Kommandør af Dannebrog og ridder af Æreslegionen.
Andreas Blinkenberg er far til Lars Blinkenberg.